# پالیز (شهرستان اسدآباد)
شهر پالیز (اسدآباد)، شهر از توابع بخش مرکزی شهرستان اسدآباد در استان همدان ایران بود که از بهار ۱۴۰۰ با ادغام شدن در روستای جنت آباد و مزرعه بید به عنوان شهر پالیز در تقسیمات کشوری ثبت گردید.

## جمعیت
این شهر در بخش مرکزی قرار دارد و براساس سرشماری مرکز آمار ایران در سال ۱۳۹۵، جمعیت آن 2800 نفر (560خانوار) بوده‌است.که پس از ادغام با مزرعه بید جمعیت پالیز ۴۳۰۰ نفر شده است.